# Marina Alabau
Marina Alabau Neira (Sevilla, 31 augustus 1985) is een Spaanse windsurfster. Ze werd wereldkampioen in 2009, Olympisch kampioen in 2012 en vijf keer Europees kampioen. 
Alabau won haar eerste grote medaille op het jeugdwereldkampioenschap windsurfen in 2004, waar ze zilver veroverde op de toen Olympische Mistral-zeilplank.
De eerste Olympische deelname van Alabau was op de Spelen van 2008 in Peking. Ze viel uiteindelijk net buiten het podium op de vierde plaats. Vier jaar later in Londen won ze de gouden medaille in de RS:X-klasse.
Alabau won in 2006 zilver op het wereldkampioenschap windsurfen. In 2009 pakte ze haar eerste eindoverwinning. Verder behaalde ze tweemaal zilver (2006 en 2014) en tweemaal brons (2008 en 2011). Ook op het Europees kampioenschap was Alabau succesvol; ze belandde vijfmaal op het podium, waarbij ze vijfmaal het goud omgehangen kreeg (2007, 2008, 2009, 2010 en 2012).

## Onderscheidingen
In 2012 werd Alabau uitgeroepen tot Spaans sportvrouw van het jaar. In 2011 ontving ze de zilveren medaille in de Spaanse Koninklijke Orde van Sportverdienste. In 2013 ontving ze de gouden medaille in die orde.

## Palmares
- 2004 - WK Jeugd,
- 2006 - WK,
- 2007 - EK,
- 2008 - WK,
- 2008 - EK,
- 2008 - OS, 4e
- 2009 - WK,
- 2009 - EK,
- 2010 - EK,
- 2011 - WK,
- 2012 - EK,
- 2012 - OS,
- 2014 - WK,
- 2016 - OS, 5e